# Цзюйжань
Цзюйжань (кит. 巨然, работал в 960—985 годах) — китайский художник.
О Цзюйжане известно крайне мало. Старинный китайский историк и критик живописи Го Жосюй (XI в.) оставил о нём всего несколько строк: «Монах Цзюйжань из Чжунлина. Писал пейзажи. Кисть и тушь — изящно влажные. Прекрасно передавал впечатление тумана и воздуха, виды высоких гор и широких рек. Однако (изображение) деревьев и леса не было его сильной стороной. Он последовал за правителем Ли к воротам дворца (сунской столицы). Во дворе Сюэши есть его стенные росписи. Кроме того, в поколения передана его свитковая живопись».
Ни даты рождения, ни даты смерти Цзюйжаня история не сохранила.
Он был буддийским монахом, однако исследователи считают, что в его творчестве смешались две религиозные доктрины — буддийская и даосская, давшие такие прекрасные плоды в пейзажной живописи. Методам наложения туши он, по всей вероятности, обучался на произведениях Дун Юаня, возможно даже, что Цзюйжань непосредственно учился у этого художника. Благодаря своим произведениям Цзюйжань получил известность при дворе последнего южнотанского императора Ли Юя (936—978), и, оставаясь монахом, стал членом его Академии.
Подчинившись набиравшей силу сунской империи, правитель Ли Юй в 975 году сложил с себя полномочия и последовал со своей свитой к сунскому двору. Цзюйжань отправился с ним, и впоследствии достаточно плодотворно работал в сунской столице Бяньцзине (ныне Кайфэн). Там он поселился в буддийском храме Кайбао, в котором были мастерские по производству художественной продукции, занимаясь свитковой живописью и росписями храмов. Император Чжао Куанъинь (960—976) поручил ему расписать залы только что построенной Ханьлинской Академии.
Его произведения высоко ценились знатоками. Согласно каталогу, в дворцовой коллекции сунского императора Хуэйцзуна (1082—1135) хранилось 136 его картин (или, во всяком случае, приписывавшихся ему); среди них были полиптихи из шести панелей и из четырех, а также триптихи и диптихи. В сунское время была широко известна его лучшая храмовая роспись «Гора в тумане, рассеивающемся на рассвете» (Яньлань сяоцзин).
Наряду с Дун Юанем, Цзюйжаня считают создателем так называемой «южной школы» пейзажа (она же «цзяннаньская школа»), особенностью которой была своеобразная техника наложения туши. Создание такой техники было отражением желания передать особенности южного пейзажа в нижнем течении Янцзы, где река образует множество мелких протоков, питающих расположенное вблизи озеро Дунтинху. Это тёплый и влажный край, в котором по вечерам садятся густые туманы, растворяющие чёткую картину окружающей природы. Именно передача этой влажной, обволакивающей всё атмосферы требовала сильно разбавленной туши и мягких тональных переходов. В отличие от «северной школы», в которой культивировалась ясная обрисовка гор линией, в «южной школе» очертания гор растворялись в туманной дымке; материя в них из твёрдого состояния сразу как бы переходила в газообразное или в ничто.
Кроме решения чисто технических вопросов, исследователи видят в таком способе изображения отражение буддийской философской доктрины, и воплощение личного мироощущения Цзюйжаня.
Наиболее яркими примерами такого пейзажа являются «Далёкий лес в горах» (Гугун, Тайбэй) и «Буддийское прибежище среди гор и потоков» (Музей искусства, Кливленд). Оба произведения датируют приблизительно 980 годом. Это две из трех работ Цзюй Жаня, которые сегодня не вызывают у исследователей сомнений в его авторстве.
Третья работа «Сяо, обманным путём получающий „Свиток Павильона Орхидей“», посвящена случаю из истории эпохи Тан. Танский император Тайцзун (599—649 гг.), большой поклонник искусства каллиграфии, возжелал найти древний свиток с каллиграфией прославленного мастера Ван Сичжи (303—361), участника знаменитого «Павильона Орхидей», и для этой цели снарядил своего цензора Сяо И, который выдал себя за бродячего учёного, чтобы завладеть сокровищем. Впрочем, эта история в данном случае является лишь поводом для изображения великолепного горного пейзажа.
Ещё одно произведение, которое сегодня с известной долей уверенности приписывают Цзюйжаню — свиток «Поиски дао в осенних горах» (Гугун, Тайбэй), название которого говорит само за себя.

## Галерея

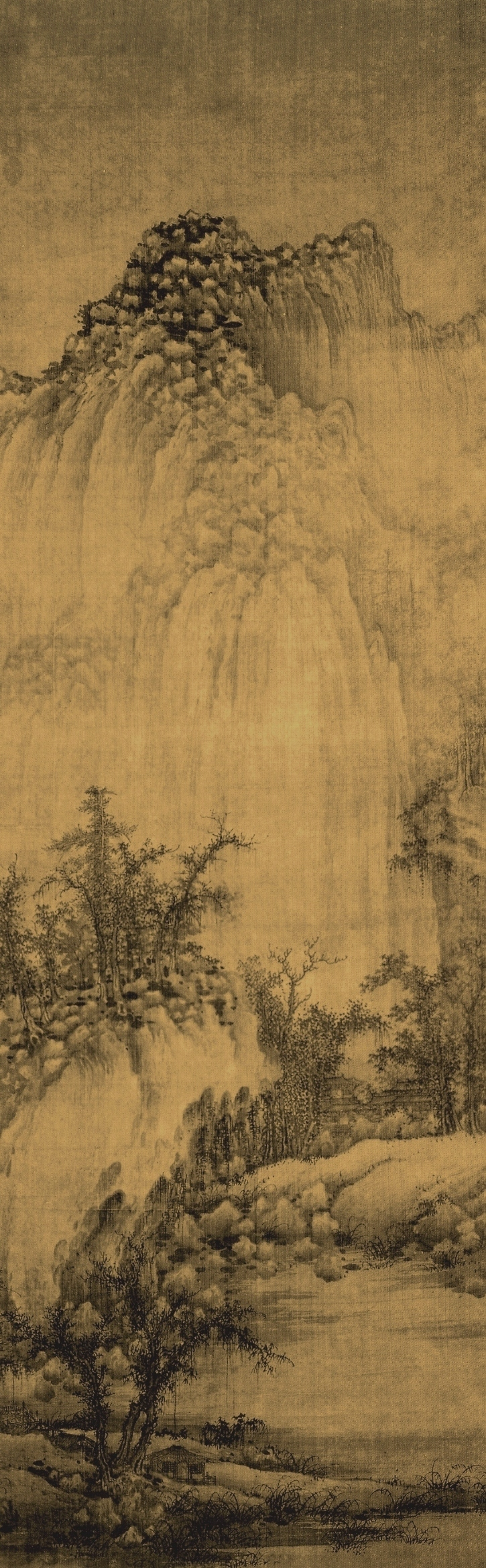
Цзюй Жань. Буддийское прибежище среди гор и потоков. Кливленд, Музей искусства.
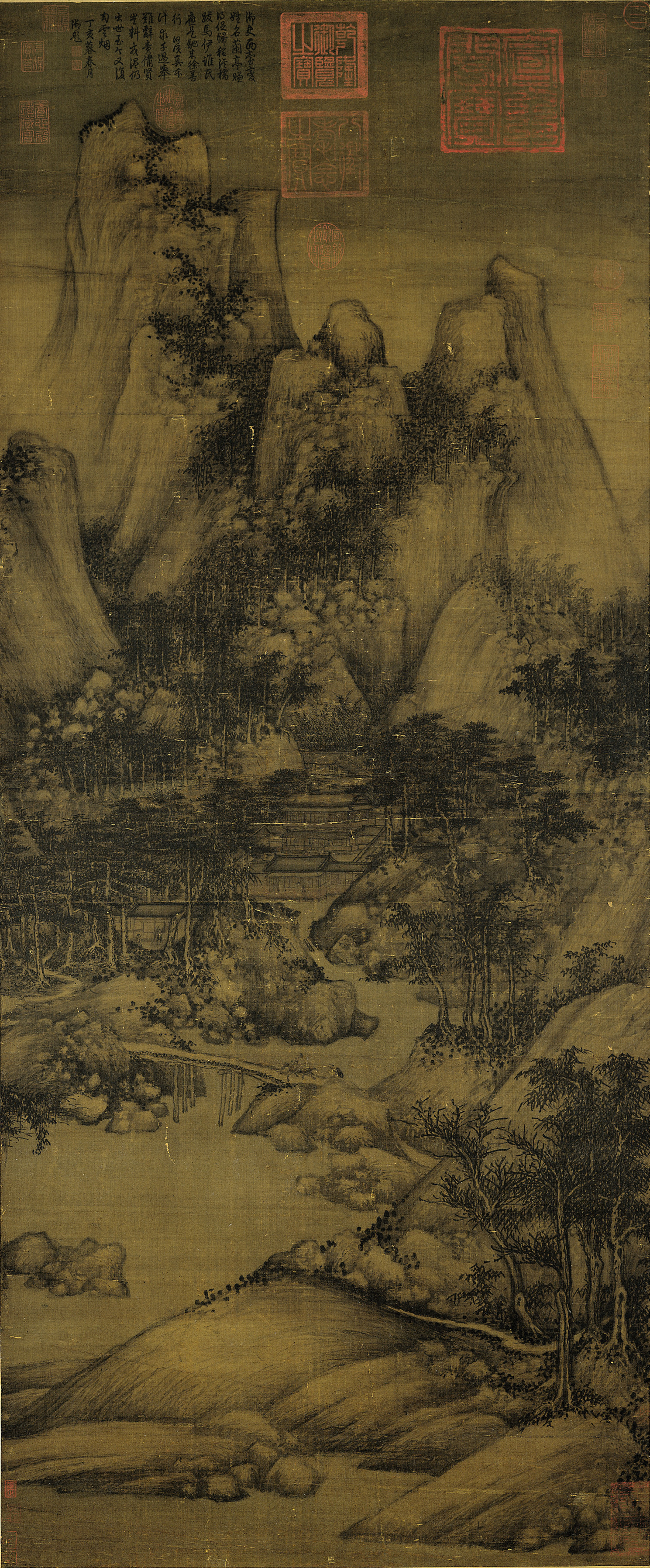
Цзюй Жань. Сяо, обманным путём получающий "Свиток Павильона Орхидей". Гугун, Тайбэй
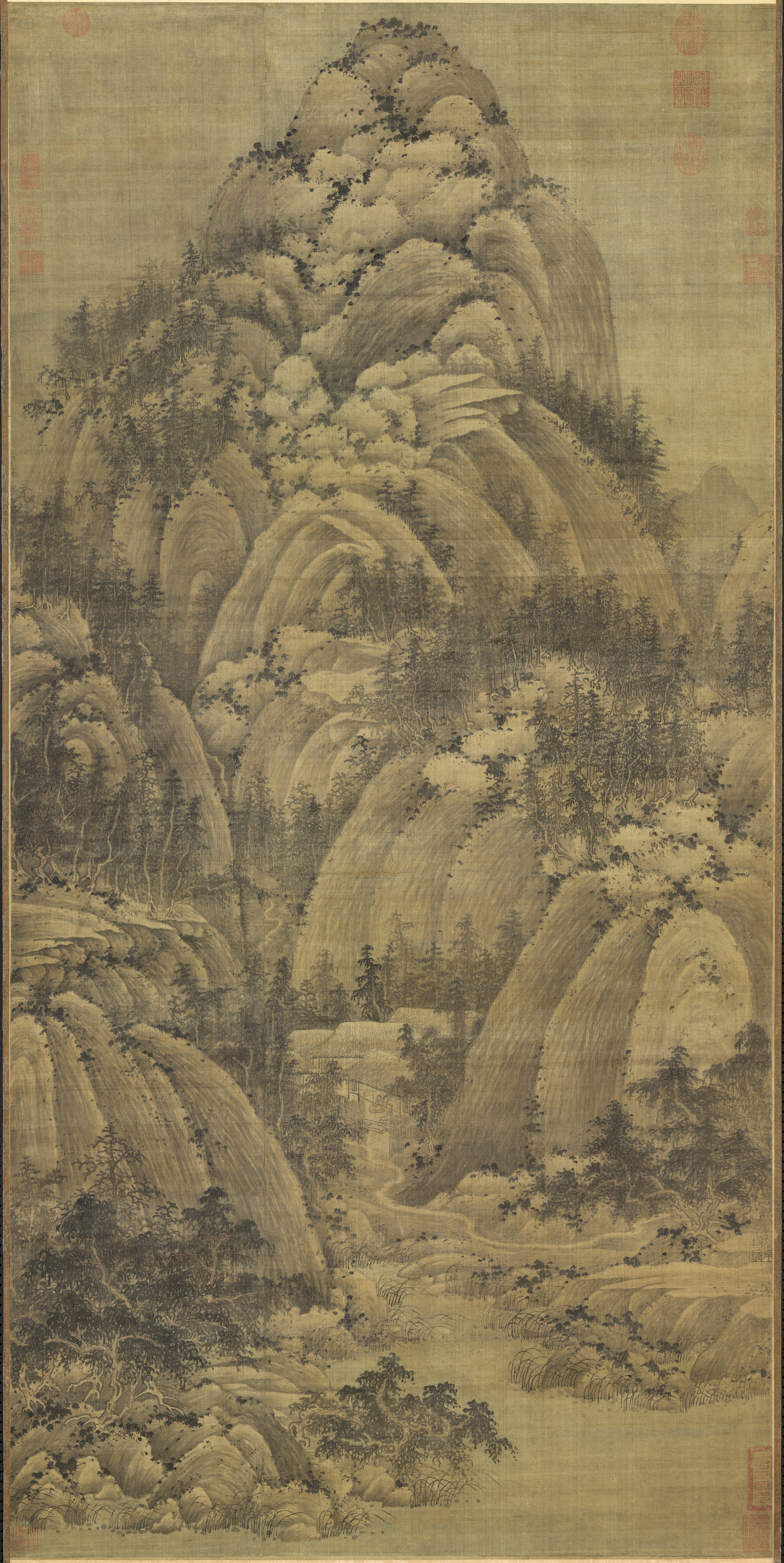
Цзюйжань. Поиски дао в осенних горах. Гугун, Тайбэй.
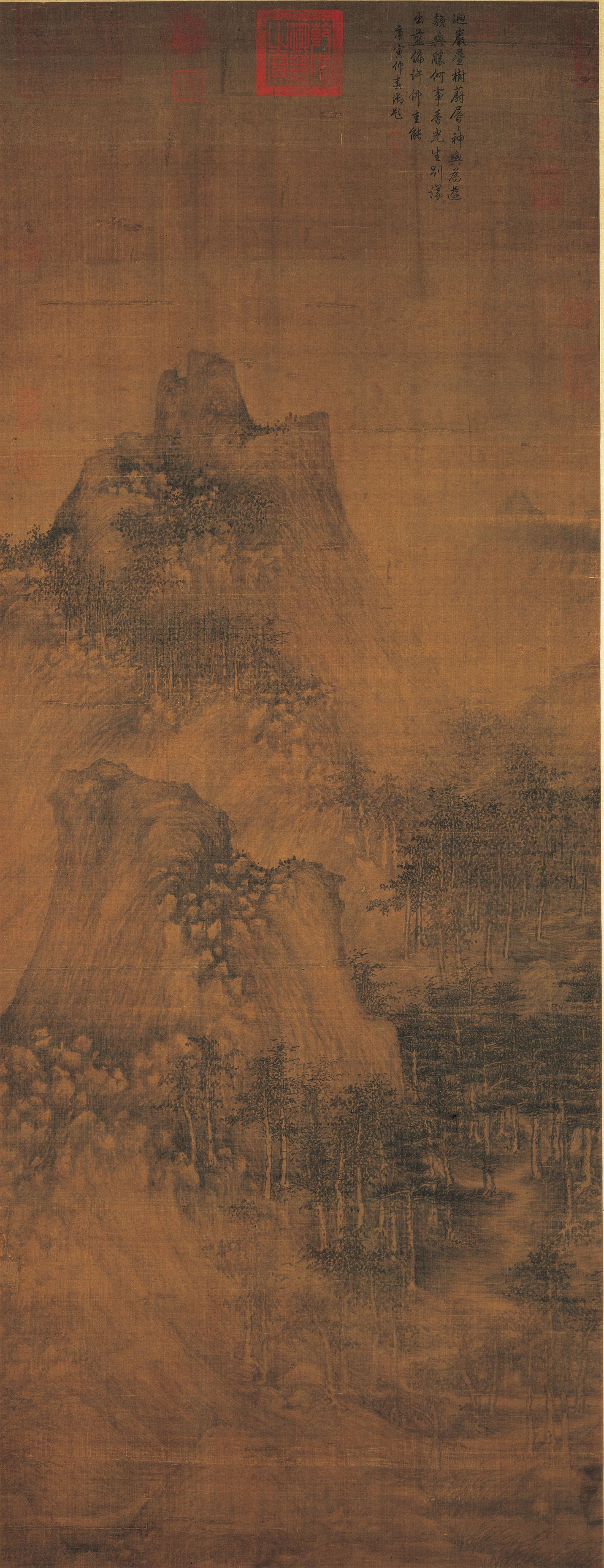
Цзюй Жань. Далёкий лес в горах. Гугун, Тайбэй.